# Giacomo Ginotti

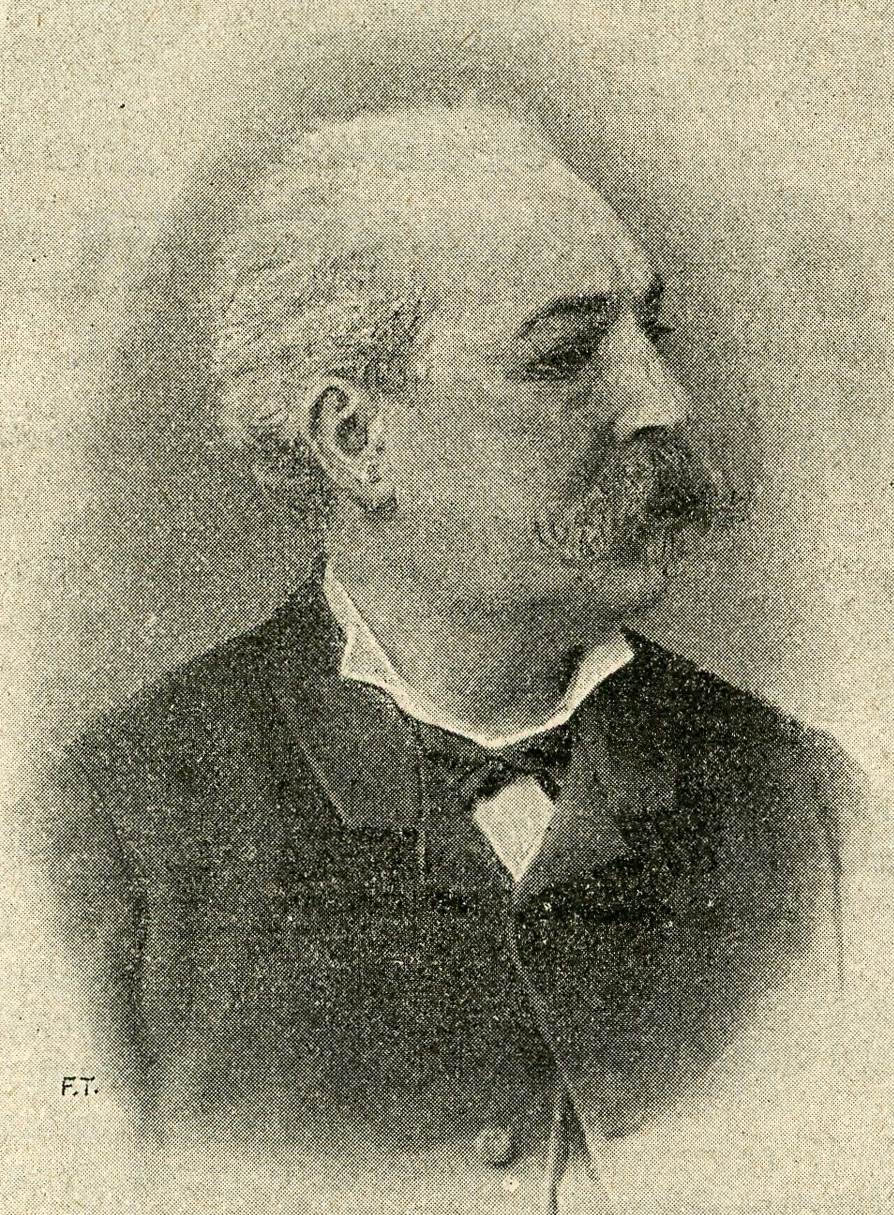
Giacomo Ginotti

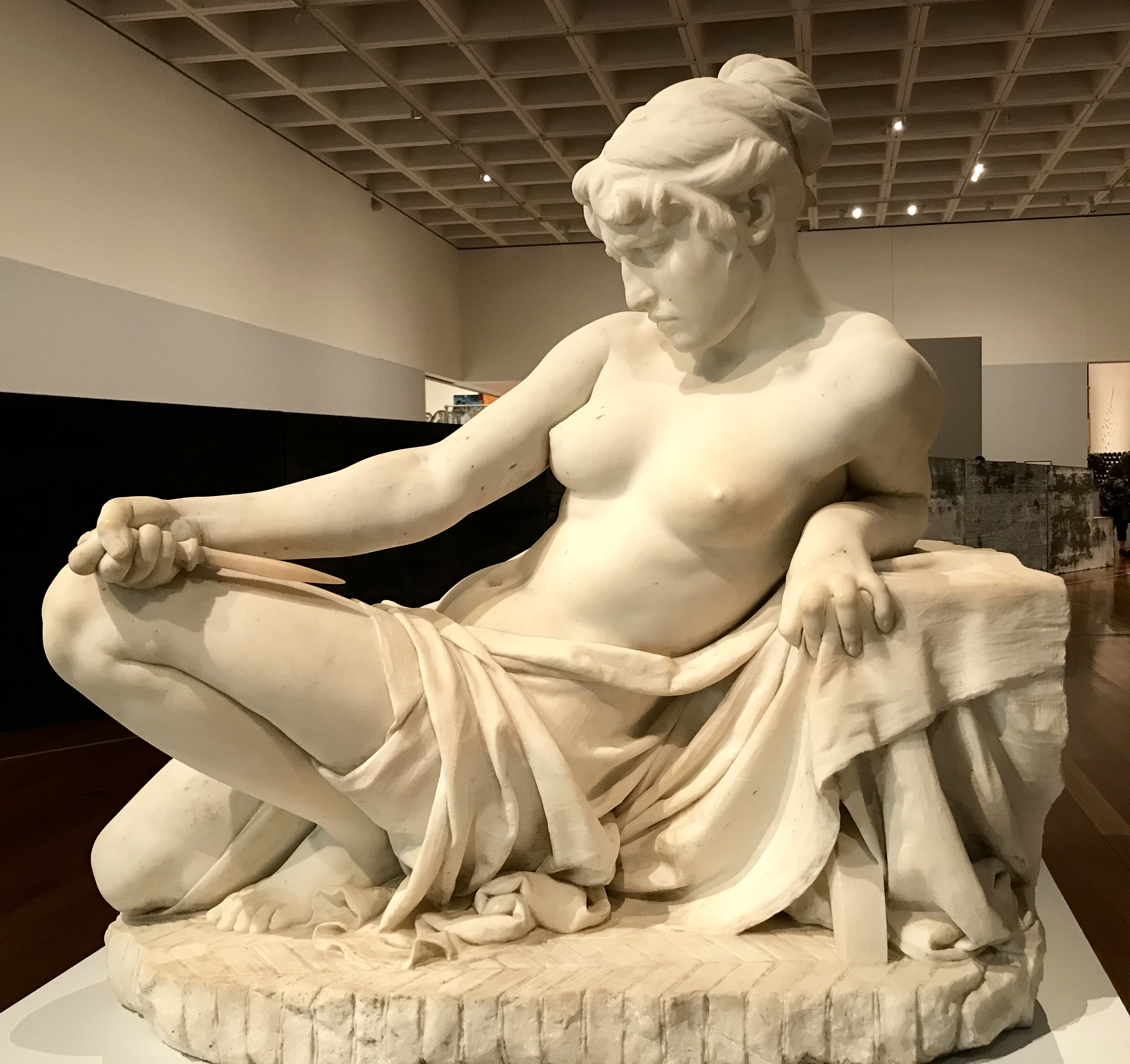
Lucrezia

Giacomo Ginotti (Cravagliana, 5 dicembre 1845 – Torino, 6 aprile 1897) è stato uno scultore italiano.

## Biografia
Nato nella frazione Brugaro, terzo di quattro figli, studiò inizialmente alla scuola di disegno di Varallo e fece i primi passi nel laboratorio Barolo. Giovanissimo, come molti conterranei, dovette emigrare in Francia in cerca di lavoro e vi rimase per qualche anno, finché la passione non lo riportò in Italia per iscriversi all'Accademia Albertina di Torino.
Qui frequentò i quattro anni di corsi di disegno di figura, ornato e scultura, dal 1864 al 1866, sotto la guida di Vincenzo Vela, e dimostrò il proprio talento venendo ogni anno premiato tra i migliori nei diversi lavori che venivano proposti agli allievi. Nel 1865 dalla Terza classe della scuola di disegno di figura venne ammesso ai corsi superiori.
All'età di 24 anni si spostò a Roma con l'intento di vedere le grandi opere dell'antichità e del Rinascimento e di imparare l'arte e le tecniche frequentando gli studi dei più rinomati scultori dell'epoca.
Dopo qualche anno di studio, dal 1869 al 1872, iniziò a creare le prime opere, che ebbero un successo praticamente immediato: il Giovinetto che sparge fiori, sua opera prima, venne inviata nel 1873 all'Esposizione di Vienna, dove venne venduta dopo pochi giorni, e la sua fama si consolidò con la seconda opera, La schiava; esposta nel 1877 all'Esposizione di Napoli, venne acquistata dal Re Vittorio Emanuele II.
Ormai conosciuto, tornò a Torino, città dove allora aspiravano a lavorare in particolare gli artisti piemontesi, per la presenza di una classe aristocratica, ricca e sensibile all'arte, e per la possibilità di vivere vicino alla terra natale. Intanto, nel 1878, aveva sposato ad Ivrea Emilia Nicola, di Vercelli, da cui ebbe tre figli.
Nel 1885, in occasione delle celebrazioni in onore di Gaudenzio Ferrari svoltesi a Varallo e a Valduggia, venne nominato membro onorario del comitato organizzatore.
Durante la sua carriera artistica, dopo essere stato nominato Cavaliere, ricevette riconoscimenti dalle accademie italiane: l'Accademia Albertina lo elesse Accademico nazionale, mentre l'Accademia di Brera lo nominò socio onorario nel 1891.
Giovanni Ginotti si spense a Torino nel 1897, all'età di 52 anni.

## Opere
Giovanni Ginotti operò molto per una committenza privata, per cui sono poche le sue opere esposte in musei o luoghi pubblici. Tra le opere principali:

### Sculture
- Giovinetto che sparge fiori (1873), presentata all'esposizione di Vienna
- La schiava (1877), presentata all'esposizione di Napoli
- Nidia la cieca (1880), opera per la quale posò la moglie, esposta a Torino, venne acquistata da Re Umberto I; una copia in gesso patinato è esposta alla Pinacoteca di Varallo
- La Petroliera vinta (1881), premiata nel 1884 con medaglia d'oro all'Esposizione di Liverpool e conservata alla GAM di Torino; una copia in gesso patinato è esposta alla Pinacoteca di Varallo ed un bronzo di 1887 al museo d'Orsay
- La fede (1882), statua in creta presentata all'Esposizione degli Artisti di Torino
- L'innocenza (1882), busto in marmo
- Lucrezia (1883), presentata alla Mostra internazionale di Roma; una copia in gesso patinato è esposta alla Pinacoteca di Varallo
- Alessandro Manzoni, statua a grandezza naturale dello scrittore seduto; una copia in gesso patinato è esposta alla Pinacoteca di Varallo
- Corites, busto di contadino acquistato dal Comune di Torino
- Euclide giovinetto, presentata a Roma, Genova e Berlino, è conservata al Museo nazionale di Roma
- Busto di Negroni, a Novara
- Fanciulli del Banchiere De Fernex, a Torino; una copia in gesso patinato è esposta alla Pinacoteca di Varallo
- Musa alpina, conservata alla GAM di Torino
- Alba, scolpita per la Colonia alpina Elena del Montenegro
- Busto del poeta Regaldi, scolpito per la Società d'Incoraggiamento di Varallo

### Opere monumentali e funerarie
- Grande fontana nel palazzo Martini e Rossi di Torino
- Fontana per una piazza di Buenos Aires (1887)
- Monumento Mellana, nel cimitero di Casale Monferrato
- Statua di donna per la tomba dei Conti di Brondello nel cimitero di Torino[1]; una copia in gesso patinato è esposta alla Pinacoteca di Varallo.

## Concorsi
- Torino, 1865, Concorso annuale, Plastica ornamentale, Seconda classe, Copia della stampa, medaglia d'argento; Disegno di figura, Terza classe, Disegno dalla stampa, Menzione e promozione ai corsi superiori;
- Torino, 1866, Concorso annuale, Plastica ornamentale, Terza classe, Invenzione: Cornice di specchio con ornamenti, 1º premio medaglia d'oro del valore di 80 lire; Plastica ornamentale, Saggio fuori concorso, Menzione con assegno d'incoraggiamento; Scultura, Prima classe, Statua dall'antico, 1º premio medaglia d'argento;
- Torino, 1867, Concorso annuale, Scultura, Seconda classe, Accademia: Bassorilievo dal vero, 1a Menzione onorevole; Scultura, Terza classe, Invenzione: Geremia piange sulle rovine di Gerusalemme, non premiato; Scultiura, Quarta classe, Testa d'espressione, 1º premio Medaglia d'oro di 150 lire[2].